# バーナード・メダル
バーナード・メダル（Barnard Medal for Meritorious Service to Science）は、1889年にコロンビア大学学長フレデリック・A・P・バーナードの遺言により設立され、1895年以降5年ごとに全米科学アカデミーからの推薦に基づきコロンビア大学から授与されている。「Barnard Medal of Distinction」とは別である。

## 創設の経緯
コロンビア大学管理委員会は、「科学への功労に対するバーナード・メダル」と銘打つ、地金価値200ドル以上の10分の9の純度の金を適切な装置で打ち出させたメダルを、この私の最後の遺言の検認から5年ごとの期間終了時に、そのコピーを授与することを公示するものとする」、米国市民であるか他国民であるかを問わず、直前の5年以内に、物理学または天文学において発見を行った者、あるいは人類に有益な目的で科学を新たに応用した者で、全米科学アカデミーの判断により、このような名誉に最もふさわしいと見なされる者に授与する。そして、私は、上記の全米科学アカデミーが、上記で定義した5年間の任期終了ごとに、コロンビア大学の管理委員会に、このメダルを受けるにふさわしいと判断した人の名前を、その判断の根拠となる理由の記述とともに宣言する義務を負うことを要請する。この宣言と推薦を受けて、管理委員会はメダルの授与を進め、その事実と授与の機会を証明する証書または証明書を添付して、受け取る権利がある人にこれを送付しなければならない。しかし、もし全米科学アカデミーが、上記のようにこの賞が授与されるべき日に先立つ5年間に、物理学または天文学における発見や、有用な目的への科学原理の新しい応用が、提案された栄誉に値するものではなかったと判断した場合、この賞はその時点で省略されることが、私の願いであり要望である。さらに、私は、上記のメダルに、適切な芸術的装飾を妨げることなく実現できるのであれば、表面に「Magna est Veritas」（マグナ・エスト・ベリタス、真実は素晴らしい）の標語を、裏面に「Deo optimo Maximo, Gloria in Excelsis」（デオ・オプティモ・マキシモ、至善至高の神に捧ぐ）、（グローリア・イン・エクセルシス、最高の栄光）の標語を付けることを希望する。—フレデリック・A・P・バーナード、フレデリック・A・P・バーナードの遺言書、コロンビア大学第10代学長、1809年5月25日に生まれ、1889年4月27日に没す。
1910年、コロンビア大学のバトラー学長は、バーナード・メダルを授与する際、次のように述べた：
コロンビア大学第10代学長フレデリック・A・P・バーナードの遺言により、科学への功績を称えるバーナード・メダルという名の金メダルが設立される。このメダルは、米国市民であるか他国民であるかを問わず、直前の5年間に物理学または天文学において発見をした者、あるいは人類に有益な目的で科学を新たに応用した者のうち、全米科学アカデミーの判断により、その名誉に最もふさわしいと認められた者に、次の5年の開始時に授与される。
「バーナード・メダルは、1895年の開始時にジョン・ウィリアム・ストラット卿とウィリアム・ラムジー教授（現サー）に授与されたのが最初である。1900年の開始時には、ヴィルヘルム・レントゲン教授に授与された。1905年、フランス研究所員アンリ・ベクレルにバーナード・メダルが授与された。
全米科学アカデミーの推薦により、1910年の賞は、特に放射性物質の現象に関する調査から得られた科学への功労により、マンチェスター大学のラングワージー物理学教授兼物理研究所長のアーネスト・ラザフォードに授与する。—学長  ニコラス・バトラー、Columbia University Quarterly

## 受賞者
受賞年　受賞者
- 1895 - ジョン・ウィリアム・ストラット 、ウィリアム・ラムゼー
- 1900 - ヴィルヘルム・レントゲン[6]
- 1905 - アンリ・ベクレル[7]
- 1910 - アーネスト・ラザフォード[8]
- 1915 - ウィリアム・ヘンリー・ブラッグ、ウィリアム・ローレンス・ブラッグ
- 1920 - アルベルト・アインシュタイン
- 1925 - ニールス・ボーア[9]
- 1930 - ヴェルナー・ハイゼンベルク
- 1935 - エドウィン・ハッブル[10]
- 1940 - フレデリック・ジョリオ＝キュリー、イレーヌ・ジョリオ＝キュリー
- 1945 - 該当者なし[11]
- 1950 - エンリコ・フェルミ
- 1955 - マール・トューヴ
- 1960 - イジドール・イザーク・ラービ
- 1965 - ウィリアム・アルフレッド・ファウラー
- 1970 - 該当者なし
- 1975 - ルイス・プラック・ハメット
- 1980 - アンドレ・ヴェイユ
- 1985 - ブノワ・マンデルブロ
- 1990 - 該当者なし
- 1995 - 該当者なし
- 2000 - 該当者なし
- 2005 - 該当者なし
- 2010 - 該当者なし
- 2015 - 該当者なし

## 参照
- 科学・技術分野の賞 一覧（英語版）
- 物理学分野の賞 一覧（英語版）